# Orquestra Filharmònica de Viena
L'Orquestra Filharmònica de Viena, en alemany Wiener Philharmoniker, és una orquestra simfònica austríaca, considerada com una de les millors del món. La seva seu és el Musikverein.
Els membres de l'orquestra són escollits de l'orquestra de l'Òpera Estatal de Viena. Aquest procés és molt llarg, amb cada músic provant la seva capacitat per un mínim de tres anys tocant per a l'Òpera i el Ballet. Una vegada passat aquest temps poden fer la sol·licitud per a obtenir un lloc en la Wiener Philharmoniker.

## Història
Els orígens es remunten al 8 de març de 1842, quan Otto Nicolai va formar el que anomenava Acadèmia Filharmònica. El seu primer concert fou el 28 de març d'aquell mateix any, dirigit pel mateix Otto Nicolai. Era una orquestra totalment independent, que prenia totes les decisions democràticament pel vot de tots els seus membres. Aquests principis encara prevalen. Quan Nicolai va deixar Viena el 1847, també l'orquestra es va desfer, i no va ser gaire activa fins a 1860, quan Carl Eckert en va assumir la direcció. Va donar una sèrie de quatre concerts per subscripció (Philharmonischen Konzerte), i des de llavors, l'orquestra dona concerts contínuament.
L'orquestra va atreure diversos directors de gran prestigi. Entre 1875 i 1883 Hans Richter en va ser el director principal, i amb ell l'orquestra va encarregar-se de les estrenes de les Segona i la Tercera simfonies de Brahms. També van estrenar la tercera, quarta, sisena i vuitena simfonies de Bruckner entre 1877 i 1892.
Mahler la va dirigir de 1898 a 1901, i sota la seva direcció l'orquestra realitzà la primera gira, tocant a París el 1900 durant l'Exposició Universal. Altres directors han estat Felix von Weingartner (1908-27), Wilhelm Furtwängler (1927-30) i Clemens Krauss (1930-33). Des de 1933, l'orquestra no té un director principal, sinó diversos directors convidats, entre els quals cal destacar Richard Strauss, Karl Böhm, Herbert von Karajan, Georg Solti, Erich Kleiber, Carlos Kleiber, Leonard Bernstein, Claudio Abbado, Valery Gergiev o Philippe Jordan. Des de l'1 de gener de 1941, l'orquestra dona un concert dedicat a la música de la família Strauss, i en especial de Johann Strauss (fill); és el famós Concert d'Any Nou que es retransmet a tot el món, des de Viena.

## El so de la Filharmònica
El so característic de la Filharmònica de Viena pot ser atribuït en part a l'ús d'instruments i estils d'execució que són fonamentalment diferents dels usats per altres orquestres importants:
- El clarinet té un sistema de digitació especial.
- El fagot té combinacions de digitació i canyes especials.
- La trompeta té un sistema de vàlvules rotatives i mesures més estretes.
- El trombó i la tuba tenen diferents digitacions i sistema de vàlvules.
- Les timbales utilitzen cuir natural de cabra, en comptes del cuir de vedell o sintètic.
- El contrabaix manté la ubicació tradicional a l'escenari en una fila darrere dels metalls. Quant a l'instrument, utilitza tant contrabaixos de 4 com de 5 cordes, però sempre amb l'arc alemany (amb la mà agafant-lo per sota de la vara).
- L'oboè vienès té unes característiques especials en les mesures del tub, canyes i sistema de digitació. És molt diferent de l'oboè francès usat internacionalment.
- La trompa en Fa vienesa és una variació de la trompa natural amb un vàlvula inserida en F, de manera que l'escala cromàtica pot ser tocada. Tot ella és més estreta, té tubs més llargs i un sistema de vàlvules i pistons. Aquestes vàlvules tenen l'avantatge d'oferir una so menys definit, a més de permetre realitzar subtils enllaços entre les notes. També està fet de materials més resistents que la trompa francesa.

Aquests instruments i el color del so que produeixen han estat l'objecte d'estudis científics pel professor Gregor Widholm de l'Institut per a la Cultura Musical de l'Acadèmia per a la Música i Arts Escèniques.

## Directors
La Filharmònica de Viena no té directors principals. Durant molts anys, fins al 1933, s'escollia un artista per dirigir tots els concerts de la respectiva temporada en el Musikverein de Viena. Aquests directors eren anomenats Abonnement Dirigenten (Directors per abonament), ja que dirigien tots els concerts inclosos en els abonaments. Alguns d'aquests contractes anuals eren renovats durant uns quants anys. Els principals directors van ser:
- Carl Otto Nicolai (1842–1848)
- Carl Eckert (1854–1857)
- Felix Otto Dessoff (1860–1875)
- Hans Richter (1875–1882)
- Wilhelm Jahn (1882–1883)
- Hans Richter (1883–1898)
- Gustav Mahler (1898–1901)
- Joseph Hellmesberger, Jr. (1901–1903)
- Felix Weingartner (1908–1927)
- Wilhelm Furtwängler (1927–1930)
- Clemens Krauss (1929–1933)

La Filharmònica de Viena també ha treballat amb altres directors, per exemple per al Festival de Salzburg, o per a enregistraments concrets i altres ocasions especials. Amb l'ampliació de les activitats de la Filharmònica l'orquestra va decidir abandonar aquest sistema el 1933. Des de llavors només hi ha directors convidat per a cada concert, tant a Viena com en altres parts. Els directors convidats han estat:
| - Bruno Walter - Fritz Busch - Arturo Toscanini - Richard Strauss - Josef Krips - Wilhelm Furtwängler - Hans Knappertsbusch - Sir John Barbirolli - Erich Kleiber - Karl Böhm - Herbert von Karajan - Rafael Kubelik - George Szell - Carl Schuricht | - Carlos Kleiber - Wolfgang Sawallisch - Carlo Maria Giulini - Leonard Bernstein - Seiji Ozawa - Claudio Abbado - James Levine - Zubin Mehta - Lorin Maazel - Simon Rattle - Mstislav Rostropovitch - André Previn - Giuseppe Sinopoli - Vaclav Neumann | - Riccardo Muti - Georges Prêtre - Valery Gergiev - Nikolaus Harnoncourt - Pierre Boulez - John Eliot Gardiner - Roger Norrington - Marcello Viotti - Christian Thielemann - Franz Welser-Möst - Daniele Gatti - Gilbert Kaplan - Mariss Jansons - Simone Young |

## Selecció d'enregistraments
- Mozart, Simfonies núm. 38, 39, 40, 41 (Karl Böhm)
- Mozart, Les noces de Fígaro (Erich Kleiber)
- Mozart, Don Giovanni (Josef Krips)
- Beethoven, Simfonia núm. 3 (Felix Weingartner)
- Beethoven, Simfonia núm. 3 (Erich Kleiber)
- Beethoven, Simfonia núm. 5, Simfonia núm. 7 (Carlos Kleiber)
- Beethoven, Simfonia núm. 9, (Karl Böhm)
- Beethoven, Simfonies núm. 2, 5, 9 Simon Rattle
- Brahms, Simfonia núm. 2 (Wilhelm Furtwängler)
- Brahms, Simfonia núm. 4 (Carlos Kleiber
- Khatxaturian, selecció de Spartacus i Gayaneh (Aram Khatxaturian)
- Schubert, Simfonia núm. 8 conducted by Carl Schuricht
- Schubert, Simfonia núm. 9 (Josef Krips)
- Wagner, Die Walküre, 1r acte (Bruno Walter)
- Wagner, Die Walküre (Wilhelm Furtwängler)
- Wagner, Der Ring des Nibelungen (Georg Solti). El Gramophone Magazine la va considerar com el millor enregistrament de música clàssica del segle.
- Bruckner, Simfonia núm. 4  (Karl Böhm)
- Mahler, El cant de la terra (Das Lied von der Erde) amb Kathleen Ferrier (contralt) (Bruno Walter)
- Mahler, Das Lied von der Erde, amb James King i Dietrich Fischer-Dieskau (Leonard Bernstein)
- Mahler, Simfonia núm. 3  (Pierre Boulez)
- Dvořák, Simfonia núm. 8 (Karajan)
- Johann Strauss II i la família Strauss. Concert tradicional de cap d'any amb Herbert von Karajan, Claudio Abbado, Carlos Kleiber, Nikolaus Harnoncourt, Riccardo Muti, etc.